# Milojko Ćišić
Milojko Ćišić (Mostar, 2. srpnja 1920. – Split, 24. prosinca 1986.), elektroenergetičar, inženjer, doktor tehničkih znanosti, sveučilišni profesor, rektor.

## Životopis
Gimnaziju je završio 1938. u Mostaru, elektrotehniku diplomirao 1948. na Tehničkom fakultetu u Zagrebu, a na Elektrotehničkom fakultetu u Zagrebu je 1964. doktorirao obranivši disertaciju Određivanje veličine izgradnje električne centrale na brodu, posebno na brodu s nuklearnom propulzijom. 
U Splitu je živio od 1948. Radio je kao voditelj Elektrotehničkog odjela Brodogradilišta Split (1948-1960.), a zatim na netom osnovanome Elektrotehničkom fakultetu (od 1971. Fakultet elektrotehnike, strojarstva i brodogradnje (FESB), kao docent (do 1965.), izvanredni profesor (do 1970.), pa redoviti profesor (do smrti). Za rektora Sveučilišta u Splitu izabran je 1984., te je na toj dužnosti ostao do smrti.
Objavio je više desetaka znanstvenih i stručnih radova, a uz to i popularizatorske članke u novinama. 

## Djela
- Osnovi elektroenergetike, Split, 1969.
- Osnovi elektrotehnike, Split, 1969, 19832.